# Oliver Rowland
Oliver Rowland, född den 10 augusti 1992 i Sheffield, är en brittisk racerförare. Rowland startade sin formelbilkarriär 2010 med att tävla i vinterserien av Formula Renault 2.0 UK och året efter även det ordinarie mästerskapet, vilket han placerade sig på andra plats, efter landsmannen Alex Lynn.
Efter framgångarna i hemlandet gick han över till Formula Renault 2.0 Eurocup 2012, där han blev trea. Han fortsatte i det europeiska mästerskapet under 2013 och förbättrade sig en placering jämfört med året. Prestationerna i de lägre Formel Renault-mästerskapen ledde till att han inför 2014 fick kontrakt med Fortec Motorsport, som han tävlat med under de tre föregående åren, om att tävla i Formula Renault 3.5 Series. Rowland tog ett flertal topp tre-placeringar och blev till slut fyra i förarmästerskapet. Under 2015 fortsätter han i serien med Fortec.

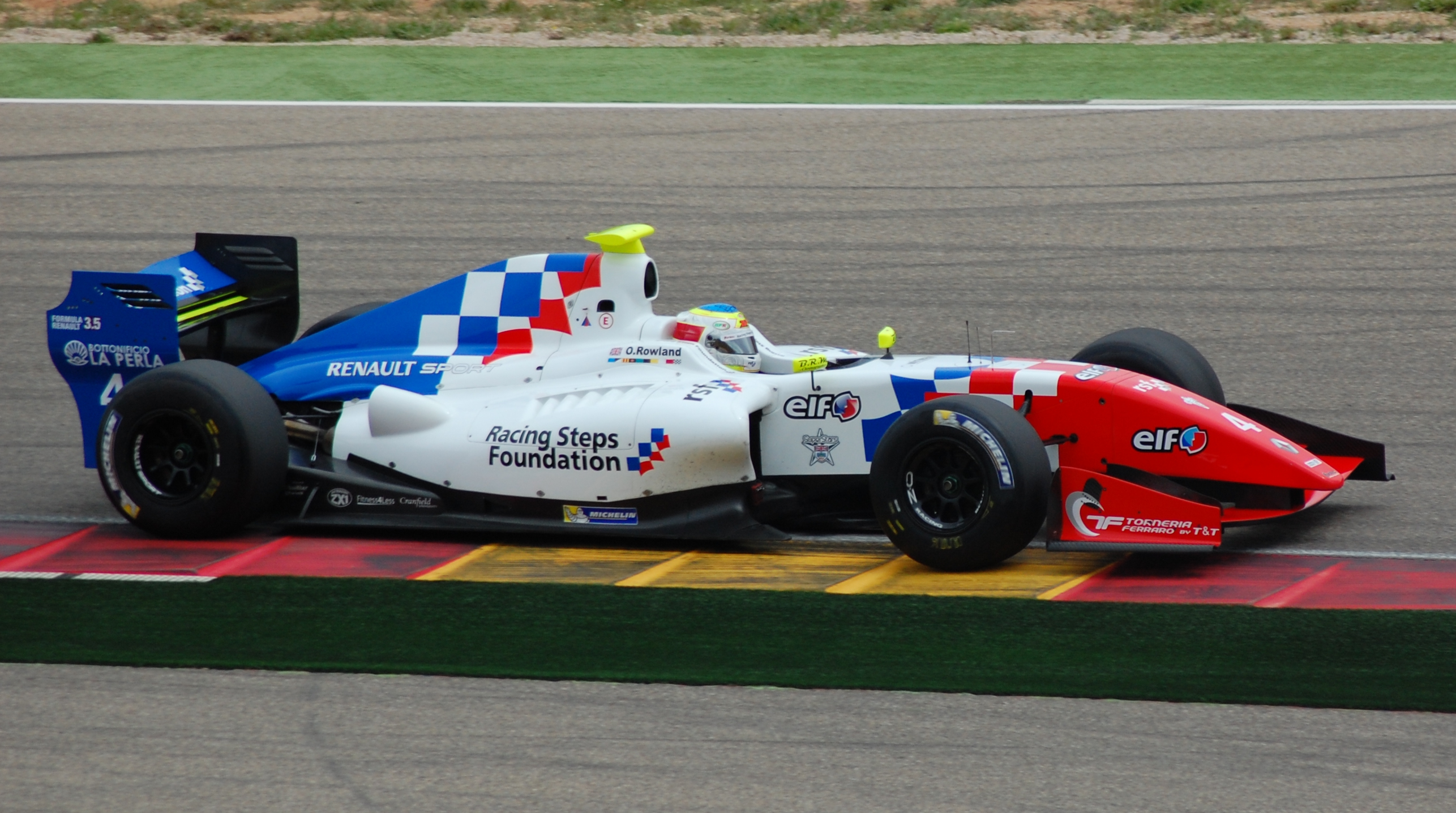
Oliver Rowland på Motorland Aragón 2014.